# 阿爾巴特羅斯島

阿爾巴特羅斯島在島嶼灣的位置

54°1′S 37°20′W / 54.017°S 37.333°W
阿爾巴特羅斯島（英語：Albatross Island）是南極洲的島嶼，位於南喬治亞島島嶼灣，布勒角的東南面3公里，在1912至1913年被繪入地圖。